# كوني يونغ
كوني يونغ (بالإنجليزية: Connie Young)‏ هي ممثلة أمريكية، ولدت في 9 سبتمبر 1969م.

## وصلات خارجية
- كوني يونغ على موقع IMDb (الإنجليزية)
- كوني يونغ على موقع قاعدة بيانات الفيلم (الإنجليزية)